# Serica planifrons
Serica planifrons är en skalbaggsart som beskrevs av Shuhei Nomura 1972. Serica planifrons ingår i släktet Serica och familjen Melolonthidae. Inga underarter finns listade i Catalogue of Life.